# Pierre Niney
Pierre Niney OAL (pronúncia em francês: [pjɛʁ nine]; Boulogne-Billancourt, 13 de março de 1989) é um ator francês. Ele fez sua estreia como ator na minissérie de televisão La dame d'Izieu em 2007, seguida por filmes como LOL (Laughing Out Loud), L'Armée du crime, Les Émotifs anonymes e Comme des frères. Em outubro de 2010, aos 21 anos de idade, Niney tornou-se o membro mais jovem da Comédie-Française. Em 2014, Niney interpretou o designer de moda Yves Saint Laurent no filme biográfico de mesmo nome, pelo qual ele venceu o César de Melhor Ator.Em 2024, ele interpretou Edmond Dantes no sucesso de bilheteria O Conde de Monte Cristo, do estúdio francês Pathé. Além de ter sido indicado ao César de Melhor Ator, O Conde de Monte Cristo também é o maior sucesso de sua carreira até hoje, com 9 milhões de ingressos vendidos na França e US$ 100 milhões em bilheteria global

## Biografia
Sua família é de origem judaica sefardita e católica.

## Filmografia

### Cinema
| Ano  | Título                                 | Papel              | Notas                                                                                         |
| ---- | -------------------------------------- | ------------------ | --------------------------------------------------------------------------------------------- |
| 2007 | La Consolation                         | François           | Curta-metragem                                                                                |
| 2008 | Nos 18 ans                             | Loïc               |                                                                                               |
| 2008 | LOL (Laughing Out Loud)                | Julien             |                                                                                               |
| 2009 | L'Armée du crime                       | Henri Keltekian    |                                                                                               |
| 2009 | Réfractaire                            | Armand             |                                                                                               |
| 2009 | Folie douce                            | Arnaud             | Telefilme                                                                                     |
| 2010 | L'autre monde                          | Yann               |                                                                                               |
| 2010 | Les Diamants de la victoire            | Boivin de Bièvre   | Telefilme                                                                                     |
| 2010 | Les Émotifs anonymes                   | Ludo               |                                                                                               |
| 2010 | La fonte des glaces                    | Gabriel            | Curta-metragem                                                                                |
| 2011 | Les Neiges du Kilimandjaro             | Garçom             |                                                                                               |
| 2011 | J'aime regarder les filles             | Primo Bramsi       | Festival de Cinema de Cabourg – revelação masculina Indicado – César de melhor ator revelação |
| 2012 | Comme des frères                       | Maxime             | Indicado – César de melhor ator revelação Indicado – Lumière de melhor ator revelação         |
| 2013 | 20 ans d'écart                         | Balthazar Apfel    | Festival de Cinema de Cabourg – Melhor ator                                                   |
| 2014 | Yves Saint Laurent                     | Yves Saint Laurent | César de melhor ator Globo de Cristal de melhor ator Indicado – Lumière de melhor ator        |
| 2015 | Un homme idéal                         | Mathieu Vasseur    |                                                                                               |
| 2015 | Inside Out                             | Medo               | Voz                                                                                           |
| 2016 | Altamira                               | Paul Ratier        |                                                                                               |
| 2016 | Five                                   | Samuel             |                                                                                               |
| 2016 | Frantz                                 | Adrien             | Indicado – César de melhor ator Indicado – Globo de Cristal de melhor ator                    |
| 2016 | L'Odyssée                              | Philippe Cousteau  |                                                                                               |
| 2017 | La Promesse de l'aube                  | Romain Gary        |                                                                                               |
| 2018 | Sauver ou périr                        | Pasquier           |                                                                                               |
| 2019 | Deux Moi                               | Mathieu Bernard    |                                                                                               |
| 2020 | Amants                                 | Simon              |                                                                                               |
| 2021 | OSS 117: Alerte Rouge en Afrique Noire | OSS 1001           |                                                                                               |
| 2021 | Boîte noire                            | Mathieu Vasseur    |                                                                                               |
| 2022 | Goliath                                | Frédéric Tellier   |                                                                                               |
| 2024 | El Conde de Monte Cristo               | Edmond Dantes      | Indicado César demelhor ator principal                                                        |

### Televisão
| Ano  | Título          | Papel            | Notas                                    |
| ---- | --------------- | ---------------- | ---------------------------------------- |
| 2007 | La dame d'Izieu | Théo Reis        | Minissérie; 2 episódios                  |
| 2010 | Marion Mazzano  | Yann Vérac       | Elenco principal; 6 episódios            |
| 2013 | Casting(s)      | Ele mesmo        | Elenco principal; cocriador e roteirista |
| 2020 | La Flamme       | Dr. Bruno Juiphe | 4 episódios                              |

## Prêmios e indicações
| Ano  | Prêmio                       | Categoria                      | Filme                      | Resultado |
| ---- | ---------------------------- | ------------------------------ | -------------------------- | --------- |
| 2012 | Plaisir du théâtre           | Plaisir du théâtre             | Plaisir du théâtre         | Venceu    |
| 2012 | Prêmio Patrick-Dewaere       | Prêmio Patrick-Dewaere         | Comme des frères           | Indicado  |
| 2012 | César                        | Melhor ator revelação          | J'aime regarder les filles | Indicado  |
| 2013 | César                        | Melhor ator revelação          | Comme des frères           | Indicado  |
| 2013 | Lumière                      | Melhor ator revelação          | Comme des frères           | Indicado  |
| 2014 | Prêmio Patrick-Dewaere       | Prêmio Patrick-Dewaere         | Yves Saint Laurent         | Venceu    |
| 2015 | Lumière                      | Melhor ator                    | Yves Saint Laurent         | Indicado  |
| 2015 | César                        | Melhor ator                    | Yves Saint Laurent         | Venceu    |
| 2015 | Globos de Cristal            | Melhor ator                    | Yves Saint Laurent         | Venceu    |
| 2017 | Festival de Cinema de Sarlat | Melhor interpretação masculina | La Promesse de l'aube      | Venceu    |
| 2017 | César                        | Melhor ator                    | Frantz                     | Indicado  |
| 2022 | César                        | Melhor ator                    | Boîte noire                | Indicado  |

### Condecorações
- Cavaleiro da Ordem das Artes e das Letras (13 de fevereiro de 2015)[12]